# Anopheles notanandai
Anopheles notanandai este o specie de țânțari din genul Anopheles, descrisă de Rampa Rattanarithikul și Green în anul 1987.
Este endemică în Thailand. Conform Catalogue of Life specia Anopheles notanandai nu are subspecii cunoscute.